# Oscar for bedste dokumentar
Oscar for bedste dokumentar (På engelsk Academy Award for Documentary Feature) er en filmpris der blev første gang blev uddelt i 1943, da den blev vundet af Det Britiske Informationsministerium for dets dokumentar ved navn Desert Victory. Den uddeles til den dokumentar der fanger essensen indenfor kategorien og som indeholder pålidelige fakta samt en god beretning.

## Vindere og nominerede

### 1940'erne
| År                                | Film                                                                             | Nominerede |
| --------------------------------- | -------------------------------------------------------------------------------- | ---------- |
| 1942 (15.)                        |                                                                                  |            |
| The Battle of Midway              | United States Navy                                                               |            |
| Kokoda Front Line!                | Australian News & Information Bureau                                             |            |
| Moscow Strikes Back               | Artkino                                                                          |            |
| Prelude to War                    | United States Army Special Services                                              |            |
| Africa, Prelude to Victory        | The March of Time                                                                |            |
| Combat Report                     | United States Army Signal Corps                                                  |            |
| Conquer by the Clock              | Frederic Ullman Jr.                                                              |            |
| The Grain That Built a Hemisphere | Walt Disney                                                                      |            |
| Henry Browne, Farmer              | United States Department of Agriculture                                          |            |
| High Over the Borders             | National Film Board of Canada                                                    |            |
| High Stakes in the East           | The Netherlands Information Bureau                                               |            |
| Inside Fighting China             | National Film Board of Canada                                                    |            |
| It's Everybody's War              | United States Office of War Information                                          |            |
| Listen to Britain                 | British Ministry of Information                                                  |            |
| Little Belgium                    | British Ministry of Information                                                  |            |
| Little Isles of Freedom           | Victor Stoloff og Edgar Loew                                                     |            |
| Mr. Blabbermouth                  | United States Office of War Information                                          |            |
| Mr. Gardenia Jones                | United States Office of War Information                                          |            |
| The New Spirit                    | Walt Disney                                                                      |            |
| The Price of Victory              | William H. Pine                                                                  |            |
| A Ship Is Born                    | United States Merchant Marine                                                    |            |
| Twenty-One Miles                  | British Ministry of Information                                                  |            |
| We Refuse to Die                  | William C. Thomas                                                                |            |
| The White Eagle                   | Concanen Films                                                                   |            |
| Winning Your Wings                | United States Army Air Force                                                     |            |
| 1943 (16.)                        |                                                                                  |            |
| Desert Victory                    | British Ministry of Information                                                  |            |
| Baptism of Fire                   | United States Army                                                               |            |
| The Battle of Russia              | United States Department of War Special Service Division                         |            |
| Report from the Aleutians         | United States Army Pictorial Service                                             |            |
| War Department Report             | United States Office of Strategic Services Field Photographic Bureau             |            |
| 1944 (17.)                        |                                                                                  |            |
| The Fighting Lady                 | United States Navy                                                               |            |
| Resisting Enemy Interrogation     | United States Army Air Force                                                     |            |
| 1945 (18.)                        |                                                                                  |            |
| The True Glory                    | The Governments of Great Britain and the United States of America                |            |
| The Last Bomb                     | United States Army Air Force                                                     |            |
| 1946 (19.)                        |                                                                                  |            |
| Ingen pris uddelt                 |                                                                                  |            |
| 1947 (20.)                        |                                                                                  |            |
| Design for Death                  | Sid Rogell, Theron Warth og Richard Fleischer                                    |            |
| Journey into Medicine             | United States Department of State Office of Information and Educational Exchange |            |
| The World Is Rich                 | Paul Rotha                                                                       |            |
| 1948 (21.)                        |                                                                                  |            |
| The Secret Land                   | Orville O. Dull                                                                  |            |
| The Quiet One                     | Janice Loeb                                                                      |            |
| 1949 (22.)                        |                                                                                  |            |
| Daybreak in Udi                   | Crown Film Unit                                                                  |            |
| Kenji Comes Home                  | Paul F. Heard                                                                    |            |

### 1950'erne
| År                               | Film                                     | Nominerede |
| -------------------------------- | ---------------------------------------- | ---------- |
| 1950 (23.)                       |                                          |            |
| The Titan: Story of Michelangelo | Robert Snyder                            |            |
| With These Hands                 | Jack Arnold og Lee Goodman               |            |
| 1951 (24.)                       |                                          |            |
| Kon-Tiki                         | Olle Nordemar                            |            |
| I Was a Communist for the F.B.I. | Bryan Foy                                |            |
| 1952 (25.)                       |                                          |            |
| The Sea Around Us                | Irwin Allen                              |            |
| The Hoaxters                     | Dore Schary                              |            |
| Navajo                           | Hall Bartlett                            |            |
| 1953 (26.)                       |                                          |            |
| The Living Desert                | Walt Disney                              |            |
| The Conquest of Everest          | John Taylor, Leon Clore og Grahame Tharp |            |
| A Queen Is Crowned               | Castleton Knight                         |            |
| 1954 (27.)                       |                                          |            |
| The Vanishing Prairie            | Walt Disney                              |            |
| The Stratford Adventure          | Guy Glover                               |            |
| 1955 (28.)                       |                                          |            |
| Helen Keller in Her Story        | Nancy Hamilton                           |            |
| Heartbreak Ridge                 | Rene Risacher                            |            |
| 1956 (29.)                       |                                          |            |
| The Silent World                 | Jacques-Yves Cousteau                    |            |
| The Naked Eye                    | Louis Clyde Stoumen                      |            |
| Hvor bjergene sejler             | Ministeriernes Filmudvalg                |            |
| 1957 (30.)                       |                                          |            |
| Albert Schweitzer                | Jerome Hill                              |            |
| On the Bowery                    | Lionel Rogosin                           |            |
| Torero!                          | Manuel Barbachano Ponce                  |            |
| 1958 (31.)                       |                                          |            |
| White Wilderness                 | Ben Sharpsteen                           |            |
| Antarctic Crossing               | James Carr                               |            |
| The Hidden World                 | Robert Snyder                            |            |
| Psychiatric Nursing              | Nathan Zucker                            |            |
| 1959 (32.)                       |                                          |            |
| Serengeti Shall Not Die          | Bernhard Grzimek                         |            |
| The Race for Space               | David L. Wolper                          |            |

### 1960'erne
| År                                               | Film                                                                                 | Nominerede |
| ------------------------------------------------ | ------------------------------------------------------------------------------------ | ---------- |
| 1960 (33.)                                       |                                                                                      |            |
| The Horse with the Flying Tail                   | Larry Lansburgh                                                                      |            |
| Rebel in Paradise                                | Robert D. Fraser                                                                     |            |
| 1961 (34.)                                       |                                                                                      |            |
| Le Ciel et la Boue (Sky Above and Mud Beneath)   | Arthur Cohn og Rene Lafuite                                                          |            |
| La Grande Olimpiade (Olympic Games 1960)         | dell Istituto Nazionale Luce, Comitato Organizzatore Del Giochi Della XVII Olimpiade |            |
| 1962 (35.)                                       |                                                                                      |            |
| Black Fox                                        | Louis Clyde Stoumen                                                                  |            |
| Alvorada (Brazil's Changing Face)                | Hugo Niebeling                                                                       |            |
| 1963 (36.)                                       |                                                                                      |            |
| Robert Frost: A Lover's Quarrel with the World   | Robert Hughes                                                                        |            |
| Le Maillon et la Chaine (The Link and the Chain) | Paul de Roubaix                                                                      |            |
| The Yanks Are Coming                             | Marshall Flaum                                                                       |            |
| 1964 (37.)                                       |                                                                                      |            |
| Jacques-Yves Cousteau's World without Sun        | Jacques-Yves Cousteau                                                                |            |
| The Finest Hours                                 | Jack Le Vien                                                                         |            |
| Four Days in November                            | Mel Stuart                                                                           |            |
| The Human Dutch                                  | Bert Haanstra                                                                        |            |
| Over There, 1914-18                              | Jean Aurel                                                                           |            |
| 1965 (38.)                                       |                                                                                      |            |
| The Eleanor Roosevelt Story                      | Sidney Glazier                                                                       |            |
| The Battle of the Bulge... The Brave Rifles      | Laurence E. Mascott                                                                  |            |
| The Forth Road Bridge                            | Peter Mills                                                                          |            |
| Let My People Go                                 | Marshall Flaum                                                                       |            |
| To Die in Madrid                                 | Frédéric Rossif                                                                      |            |
| 1966 (39.)                                       |                                                                                      |            |
| The War Game                                     | Peter Watkins                                                                        |            |
| The Face of a Genius                             | Alfred R. Kelman                                                                     |            |
| Helicopter Canada                                | Peter Jones og Tom Daly                                                              |            |
| The Really Big Family                            | Alex Grasshoff                                                                       |            |
| Le Volcan Interdit (The Forbidden Volcano)       | Haroun Tazieff                                                                       |            |
| 1967 (40.)                                       |                                                                                      |            |
| The Anderson Platoon                             | Pierre Schoendoerffer                                                                |            |
| Festival                                         | Murray Lerner                                                                        |            |
| Harvest                                          | Carroll Ballard                                                                      |            |
| A King's Story                                   | Jack Le Vien                                                                         |            |
| A Time for Burning                               | William C. Jersey                                                                    |            |
| 1968 (41.)                                       |                                                                                      |            |
| Journey into Self                                | Bill McGaw                                                                           |            |
| A Few Notes on Our Food Problem                  | James Blue                                                                           |            |
| The Legendary Champions                          | William Cayton                                                                       |            |
| Other Voices                                     | David H. Sawyer                                                                      |            |
| 1969 (42.)                                       |                                                                                      |            |
| Arthur Rubinstein – The Love of Life             | Bernard Chevry                                                                       |            |
| Before the Mountain Was Moved                    | Robert K. Sharpe                                                                     |            |
| In the Year of the Pig                           | Emile de Antonio                                                                     |            |
| The Olympics in Mexico                           | Comite Organizador de los Juegos de la XIX Olimpiada                                 |            |
| The Wolf Men                                     | Irwin Rosten                                                                         |            |

### 1970'erne
| År                                                              | Film                                                 | Nominerede |
| --------------------------------------------------------------- | ---------------------------------------------------- | ---------- |
| 1970 (43.)                                                      |                                                      |            |
| Woodstock                                                       | Bob Maurice                                          |            |
| Chariots of the Gods                                            | Dr. Harald Reinl                                     |            |
| Jack Johnson                                                    | Jim Jacobs                                           |            |
| King: A Filmed Record... Montgomery to Memphis                  | Ely Landau                                           |            |
| Say Goodbye                                                     | David H. Vowell                                      |            |
| 1971 (44.)                                                      |                                                      |            |
| The Hellstrom Chronicle                                         | Walon Green                                          |            |
| Alaska Wilderness Lake                                          | Alan Landsburg                                       |            |
| On Any Sunday                                                   | Bruce Brown                                          |            |
| The RA Expeditions                                              | Lennart Ehrenborg og Thor Heyerdahl                  |            |
| The Sorrow and the Pity                                         | Marcel Ophüls                                        |            |
| 1972 (45.)                                                      |                                                      |            |
| Marjoe                                                          | Howard Smith og Sarah Kernochan                      |            |
| Ape and Super-Ape                                               | Bert Haanstra                                        |            |
| Malcolm X                                                       | Marvin Worth og Arnold Perl                          |            |
| Manson                                                          | Robert Hendrickson og Laurence Merrick               |            |
| The Silent Revolution                                           | Eckehard Munck                                       |            |
| 1973 (46.)                                                      |                                                      |            |
| The Great American Cowboy                                       | Kieth Merrill                                        |            |
| Always a New Beginning                                          | John D. Goodell                                      |            |
| Battle of Berlin                                                | Bengt von zur Muehlen                                |            |
| Journey to the Outer Limits                                     | Alexander Grasshoff                                  |            |
| Walls of Fire                                                   | Gertrude Ross Marks and Edmund F. Penney             |            |
| 1974 (47.)                                                      |                                                      |            |
| Hearts and Minds                                                | Peter Davis og Bert Schneider                        |            |
| Antonia: A Portrait of the Woman                                | Judy Collins og Jill Godmilow                        |            |
| The Challenge... A Tribute to Modern Art                        | Herbert Kline                                        |            |
| The 81st Blow                                                   | Jacquot Ehrlich, David Bergman og Haim Gouri         |            |
| The Wild and the Brave                                          | Natalie R. Jones og Eugene S. Jones                  |            |
| 1975 (48.)                                                      |                                                      |            |
| The Man Who Skied Down Everest                                  | F. R. Crawley, James Hager og Dale Hartlebe          |            |
| The California Reich                                            | Walter F. Parkes og Keith F. Critchlow               |            |
| Fighting for Our Lives                                          | Glen Pearcy                                          |            |
| Man: The Incredible Machine                                     | Irwin Rosten                                         |            |
| The Other Half of the Sky: A China Memoir                       | Shirley MacLaine                                     |            |
| 1976 (49.)                                                      |                                                      |            |
| Harlan County, U.S.A.                                           | Barbara Kopple                                       |            |
| Hollywood on Trial                                              | James Gutman og David Helpern Jr.                    |            |
| Off the Edge                                                    | Michael Firth                                        |            |
| People of the Wind                                              | Anthony Howarth og David Koff                        |            |
| Volcano: An Inquiry into the Life and Death of Malcolm Lowry    | Donald Brittain og Robert Duncan                     |            |
| 1977 (50.)                                                      |                                                      |            |
| Who Are the DeBolts? And Where Did They Get Nineteen Kids?      | John Korty, Dan McCann og Warren L. Lockhart         |            |
| The Children of Theatre Street                                  | Robert Dornhelm og Earle Mack                        |            |
| High Grass Circus                                               | Bill Brind, Torben Schioler og Tony Ianzelo          |            |
| Homage to Chagall: The Colours of Love                          | Harry Rasky                                          |            |
| Union Maids                                                     | James Klein, Julia Reichert og Miles Mogulescu       |            |
| 1978 (51.)                                                      |                                                      |            |
| Scared Straight!                                                | Arnold Shapiro                                       |            |
| The Lovers' Wind                                                | Albert Lamorisse                                     |            |
| Mysterious Castles of Clay                                      | Alan Root                                            |            |
| Raoni                                                           | Jean-Pierre Dutilleux, Barry Williams og Michel Gast |            |
| With Babies and Banners: Story of the Women's Emergency Brigade | Anne Bohlen, Lyn Goldfarb og Lorraine Gray           |            |
| 1979 (52.)                                                      |                                                      |            |
| Best Boy                                                        | Ira Wohl                                             |            |
| Generation on the Wind                                          | David A. Vassar                                      |            |
| Going the Distance                                              | Paul Cowan og Jacques Bobet                          |            |
| The Killing Ground                                              | Steve Singer og Tom Priestley                        |            |
| The War at Home                                                 | Glenn Silber og Barry Alexander Brown                |            |

### 1980'erne
| År                                                                     | Film                                            | Nominerede |
| ---------------------------------------------------------------------- | ----------------------------------------------- | ---------- |
| 1980 (53.)                                                             |                                                 |            |
| From Mao to Mozart: Isaac Stern in China                               | Murray Lerner                                   |            |
| Agee                                                                   | Ross Spears                                     |            |
| The Day After Trinity                                                  | Jon Else                                        |            |
| Front Line                                                             | David Bradbury                                  |            |
| The Yellow Star: The Persecution of the Jews in Europe 1933-45         | Bengt von zur Muehlen og Arthur Cohn            |            |
| 1981 (54.)                                                             |                                                 |            |
| Genocide                                                               | Arnold Schwartzman og Rabbi Marvin Hier         |            |
| Against Wind and Tide: A Cuban Odyssey                                 | Suzanne Bauman, Paul Neshamkin og Jim Burroughs |            |
| Brooklyn Bridge                                                        | Ken Burns                                       |            |
| Eight Minutes to Midnight: A Portrait of Dr. Helen Caldicott           | Mary Benjamin, Susanne Simpson og Boyd Estus    |            |
| El Salvador: Another Vietnam                                           | Glenn Silber og Tete Vasconcellos               |            |
| 1982 (55.)                                                             |                                                 |            |
| Just Another Missing Kid                                               | John Zaritsky                                   |            |
| After the Axe                                                          | Sturla Gunnarsson og Steve Lucas                |            |
| Ben's Mill                                                             | John Karol and Michel Chalufour                 |            |
| In Our Water                                                           | Meg Switzgable                                  |            |
| A Portrait of Giselle                                                  | Joseph Wishy                                    |            |
| 1983 (56.)                                                             |                                                 |            |
| He Makes Me Feel Like Dancin'                                          | Emile Ardolino                                  |            |
| Children of Darkness                                                   | Richard Kotuk og Ara Chekmayan                  |            |
| First Contact                                                          | Bob Connolly og Robin Anderson                  |            |
| The Profession of Arms                                                 | Michael Bryans og Tina Viljoen                  |            |
| Seeing Red                                                             | James Klein og Julia Reichert                   |            |
| 1984 (57.)                                                             |                                                 |            |
| The Times of Harvey Milk                                               | Rob Epstein og Richard Schmiechen               |            |
| High Schools                                                           | Charles Guggenheim og Nancy Sloss               |            |
| In the Name of the People                                              | Alex W. Drehsler og Frank Christopher           |            |
| Marlene                                                                | Karel Dirka og Zev Braun                        |            |
| Streetwise                                                             | Cheryl McCall                                   |            |
| 1985 (58.)                                                             |                                                 |            |
| Broken Rainbow                                                         | Maria Florio og Victoria Mudd                   |            |
| Las Madres: The Mothers of Plaza de Mayo                               | Susana Blaustein Muñoz og Lourdes Portillo      |            |
| Soldiers in Hiding                                                     | Japhet Asher                                    |            |
| The Statue of Liberty                                                  | Ken Burns og Buddy Squires                      |            |
| Unfinished Business                                                    | Steven Okazaki                                  |            |
| 1986 (59.)                                                             |                                                 |            |
| Artie Shaw: Time Is All You've Got                                     | Brigitte Berman                                 |            |
| Down and Out in America                                                | Joseph Feury og Milton Justice                  |            |
| Chile: Hasta Cuando?                                                   | David Bradbury                                  |            |
| Isaac in America: A Journey with Isaac Bashevis Singer                 | Kirk Simon og Amram Nowak                       |            |
| Witness to Apartheid                                                   | Sharon I. Sopher                                |            |
| 1987 (60.)                                                             |                                                 |            |
| The Ten-Year Lunch: The Wit and Legend of the Algonquin Round Table    | Aviva Slesin                                    |            |
| Eyes on the Prize: America's Civil Rights Years/Bridge to Freedom 1965 | Callie Crossley og James A. DeVinney            |            |
| Hellfire: A Journey from Hiroshima                                     | John Junkerman og John W. Dower                 |            |
| Radio Bikini                                                           | Robert Stone                                    |            |
| A Stitch for Time                                                      | Barbara Herbich og Cyril Christo                |            |
| 1988 (61.)                                                             |                                                 |            |
| Hôtel Terminus: The Life and Times of Klaus Barbie                     | Marcel Ophüls                                   |            |
| The Cry of Reason - Beyers Naudé: An Afrikaner Speaks Out              | Robert Bilheimer og Ronald Mix                  |            |
| Let's Get Lost                                                         | Bruce Weber og Nan Bush                         |            |
| Promises to Keep                                                       | Ginny Durrin                                    |            |
| Who Killed Vincent Chin?                                               | Renee Tajima-Peña og Christine Choy             |            |
| 1989 (62.)                                                             |                                                 |            |
| Common Threads: Stories from the Quilt                                 | Rob Epstein og Bill Couturié                    |            |
| Adam Clayton Powell                                                    | Richard Kilberg og Yvonne Smith                 |            |
| Crack USA: County Under Siege                                          | Vince DiPersio og William Guttentag             |            |
| For All Mankind                                                        | Al Reinert og Betsy Broyles Breier              |            |
| Super Chief: The Life and Legacy of Earl Warren                        | Judith Leonard og Bill Jersey                   |            |

### 1990'erne
| År                                                                          | Film                                | Nominerede |
| --------------------------------------------------------------------------- | ----------------------------------- | ---------- |
| 1990 (63.)                                                                  |                                     |            |
| American Dream                                                              | Barbara Kopple og Arthur Cohn       |            |
| Berkeley in the Sixties                                                     | Mark Kitchell                       |            |
| Building Bombs                                                              | Mark Mori og Susan Robinson         |            |
| Forever Activists: Stories from the Veterans of the Abraham Lincoln Brigade | Judith Montell                      |            |
| Waldo Salt: A Screenwriter's Journey                                        | Robert Hillmann og Eugene Corr      |            |
| 1991 (64.)                                                                  |                                     |            |
| In the Shadow of the Stars                                                  | Allie Light og Irving Saraf         |            |
| Death on the Job                                                            | Vince DiPersio og William Guttentag |            |
| Doing Time: Life Inside the Big House                                       | Alan Raymond og Susan Raymond       |            |
| The Restless Conscience: Resistance to Hitler Within Germany 1933-1945      | Hava Kohav Beller                   |            |
| Wild by Law                                                                 | Lawrence Hott og Diane Garey        |            |
| 1992 (65.)                                                                  |                                     |            |
| The Panama Deception                                                        | Barbara Trent og David Kasper       |            |
| Changing Our Minds: The Story of Dr. Evelyn Hooker                          | David Haugland                      |            |
| Fires of Kuwait                                                             | Sally Dundas                        |            |
| Liberators: Fighting on Two Fronts in World War II                          | Bill Miles og Nina Rosenblum        |            |
| Music for the Movies: Bernard Herrmann                                      | Margaret Smilow og Roma Baran       |            |
| 1993 (66.)                                                                  |                                     |            |
| I Am a Promise: The Children of Stanton Elementary School                   | Susan Raymond og Alan Raymond       |            |
| The Broadcast Tapes of Dr. Peter                                            | David Paperny og Arthur Ginsberg    |            |
| Children of Fate                                                            | Susan Todd og Andrew Young          |            |
| For Better or For Worse                                                     | David Collier og Betsy Thompson     |            |
| The War Room                                                                | D. A. Pennebaker og Chris Hegedus   |            |
| 1994 (67.)                                                                  |                                     |            |
| Maya Lin: A Strong Clear Vision                                             | Freida Lee Mock                     |            |
| Complaints of a Dutiful Daughter                                            | Deborah Hoffmann                    |            |
| D-Day Remembered                                                            | Charles Guggenheim                  |            |
| Freedom on My Mind                                                          | Connie Field og Marilyn Mulford     |            |
| A Great Day in Harlem                                                       | Jean Bach                           |            |
| 1995 (68.)                                                                  |                                     |            |
| Anne Frank Remembered                                                       | Jon Blair                           |            |
| The Battle Over Citizen Kane                                                | Thomas Lennon og Michael Epstein    |            |
| Fiddlefest: Roberta Tzavaras and Her East Harlem Violin Program             | Allan Miller og Walter Scheuer      |            |
| Hank Aaron: Chasing the Dream                                               | Mike Tollin og Fredric Golding      |            |
| Troublesome Creek: A Midwestern                                             | Jeanne Jordan og Steven Ascher      |            |
| 1996 (69.)                                                                  |                                     |            |
| When We Were Kings                                                          | Leon Gast og David Sonenberg        |            |
| The Line King: The Al Hirschfeld Story                                      | Susan W. Dryfoos                    |            |
| Mandela                                                                     | Jo Menell and Angus Gibson          |            |
| Suzanne Farrell: Elusive Muse                                               | Anne Belle and Deborah Dickson      |            |
| Tell the Truth and Run: George Seldes and the American Press                | Rick Goldsmith                      |            |
| 1997 (70.)                                                                  |                                     |            |
| The Long Way Home                                                           | Marvin Hier og Richard Trank        |            |
| Ayn Rand: A Sense of Life                                                   | Michael Paxton                      |            |
| Colors Straight Up                                                          | Michèle Ohayon og Julia Schachter   |            |
| 4 Little Girls                                                              | Spike Lee og Sam Pollard            |            |
| Waco: The Rules of Engagement                                               | Dan Gifford og William Gazecki      |            |
| 1998 (71.)                                                                  |                                     |            |
| The Last Days                                                               | James Moll og Ken Lipper            |            |
| Dancemaker                                                                  | Matthew Diamond og Jerry Kupfer     |            |
| The Farm: Angola, U.S.A.                                                    | Jonathan Stack og Liz Garbus        |            |
| Lenny Bruce: Swear to Tell the Truth                                        | Robert B. Weide                     |            |
| Regret to Inform                                                            | Barbara Sonneborn og Janet Cole     |            |
| 1999 (72.)                                                                  |                                     |            |
| One Day in September                                                        | Arthur Cohn og Kevin Macdonald      |            |
| Buena Vista Social Club                                                     | Wim Wenders og Ulrich Felsberg      |            |
| Genghis Blues                                                               | Roko Belic og Adrian Belic          |            |
| On the Ropes                                                                | Nanette Burstein og Brett Morgen    |            |
| Speaking in Strings                                                         | Paola di Florio og Lilibet Foster   |            |

### 2000'erne
| År                                                                         | Film                                        | Nominerede |
| -------------------------------------------------------------------------- | ------------------------------------------- | ---------- |
| 2000 (73.)                                                                 |                                             |            |
| Into the Arms of Strangers: Stories of the Kindertransport                 | Mark Jonathan Harris og Deborah Oppenheimer |            |
| Legacy                                                                     | Tod Lending                                 |            |
| Long Night's Journey into Day                                              | Deborah Hoffmann og Frances Reid            |            |
| Scottsboro: An American Tragedy                                            | Daniel Anker og Barak Goodman               |            |
| Sound and Fury                                                             | Josh Aronson og Roger Weisberg              |            |
| 2001 (74.)                                                                 |                                             |            |
| Murder on a Sunday Morning                                                 | Jean-Xavier de Lestrade og Denis Poncet     |            |
| Children Underground                                                       | Edet Belzberg                               |            |
| LaLee's Kin: The Legacy of Cotton                                          | Deborah Dickson og Susan Frömke             |            |
| Promises                                                                   | B.Z. Goldberg og Justine Shapiro            |            |
| War Photographer                                                           | Christian Frei                              |            |
| 2002 (75.)                                                                 |                                             |            |
| Bowling for Columbine                                                      | Michael Moore og Michael Donovan            |            |
| Daughter from Danang                                                       | Gail Dolgin og Vicente Franco               |            |
| Prisoner of Paradise                                                       | Malcolm Clarke og Stuart Sender             |            |
| Spellbound                                                                 | Jeffrey Blitz og Sean Welch                 |            |
| Winged Migration                                                           | Jacques Perrin                              |            |
| 2003 (76.)                                                                 |                                             |            |
| The Fog of War                                                             | Errol Morris og Michael Williams            |            |
| Balseros                                                                   | Carlos Bosch og Josep Maria Domenech        |            |
| Capturing the Friedmans                                                    | Andrew Jarecki og Marc Smerling             |            |
| My Architect                                                               | Nathaniel Kahn og Susan R. Behr             |            |
| The Weather Underground                                                    | Sam Green og Bill Siegel                    |            |
| 2004 (77.)                                                                 |                                             |            |
| Born into Brothels                                                         | Ross Kauffman og Zana Briski                |            |
| The Story of the Weeping Camel                                             | Byambasuren Davaa og Luigi Falorni          |            |
| Super Size Me                                                              | Morgan Spurlock                             |            |
| Tupac: Resurrection                                                        | Karolyn Ali og Lauren Lazin                 |            |
| Twist of Faith                                                             | Kirby Dick og Eddie Schmidt                 |            |
| 2005 (78.)                                                                 |                                             |            |
| March of the Penguins                                                      | Luc Jacquet og Yves Darondeau               |            |
| Darwin's Nightmare                                                         | Hubert Sauper                               |            |
| Enron: The Smartest Guys in the Room                                       | Alex Gibney og Jason Kliot                  |            |
| Murderball                                                                 | Henry Alex Rubin og Dana Adam Shapiro       |            |
| Street Fight                                                               | Marshall Curry                              |            |
| 2006 (79.)                                                                 |                                             |            |
| An Inconvenient Truth                                                      | Davis Guggenheim                            |            |
| Deliver Us from Evil                                                       | Amy Berg og Frank Donner                    |            |
| Iraq in Fragments                                                          | James Longley og John Sinno                 |            |
| Jesus Camp                                                                 | Heidi Ewing og Rachel Grady                 |            |
| My Country, My Country                                                     | Jocelyn Glatzer og Laura Poitras            |            |
| 2007 (80.)                                                                 |                                             |            |
| Taxi to the Dark Side                                                      | Alex Gibney og Eva Orner                    |            |
| No End in Sight                                                            | Charles Ferguson og Audrey Marrs            |            |
| Operation Homecoming: Writing the Wartime Experience                       | Richard Robbins                             |            |
| Sicko                                                                      | Michael Moore og Meghan O'Hara              |            |
| War/Dance                                                                  | Sean Fine og Andrea Nix Fine                |            |
| 2008 (81.)                                                                 |                                             |            |
| Man on Wire                                                                | Simon Chinn og James Marsh                  |            |
| The Betrayal (Nerakhoon)                                                   | Ellen Kuras og Thavisouk Phrasavath         |            |
| Encounters at the End of the World                                         | Werner Herzog og Henry Kaiser               |            |
| The Garden                                                                 | Scott Hamilton Kennedy                      |            |
| Trouble the Water                                                          | Carl Deal og Tia Lessin                     |            |
| 2009 (82.)                                                                 |                                             |            |
| The Cove                                                                   | Louie Psihoyos og Fisher Stevens            |            |
| Burma VJ                                                                   | Anders Østergaard og Lise Lense-Møller      |            |
| Food, Inc.                                                                 | Robert Kenner og Elise Pearlstein           |            |
| The Most Dangerous Man in America: Daniel Ellsberg and the Pentagon Papers | Judith Ehrlich og Rick Goldsmith            |            |
| Which Way Home                                                             | Rebecca Cammisa                             |            |

### 2010'erne
| År                                                     | Film                                                 | Nominerede |
| ------------------------------------------------------ | ---------------------------------------------------- | ---------- |
| 2010 (83.)                                             |                                                      |            |
| Inside Job                                             | Charles H. Ferguson og Audrey Marrs                  |            |
| Exit Through the Gift Shop                             | Banksy og Jaimie D'Cruz                              |            |
| Gasland                                                | Josh Fox og Trish Adlesic                            |            |
| Restrepo                                               | Tim Hetherington og Sebastian Junger                 |            |
| Waste Land                                             | Lucy Walker og Angus Aynsley                         |            |
| 2011 (84.)                                             |                                                      |            |
| Undefeated                                             | TJ Martin, Dan Lindsay og Richard Middlemas          |            |
| Hell and Back Again                                    | Danfung Dennis og Mike Lerner                        |            |
| If a Tree Falls: A Story of the Earth Liberation Front | Marshall Curry og Sam Cullman                        |            |
| Paradise Lost 3: Purgatory                             | Joe Berlinger og Bruce Sinofsky                      |            |
| Pina                                                   | Wim Wenders og Gian-Piero Ringel                     |            |
| 2012 (85.)                                             |                                                      |            |
| Searching for Sugar Man                                | Malik Bendjelloul og Simon Chinn                     |            |
| 5 Broken Cameras                                       | Emad Burnat og Guy Davidi                            |            |
| The Gatekeepers                                        | Dror Moreh, Philippa Kowarsky og Estelle Fialon      |            |
| How to Survive a Plague                                | David France og Howard Gertler                       |            |
| The Invisible War                                      | Kirby Dick og Amy Ziering                            |            |
| 2013 (86.)                                             |                                                      |            |
| 20 Feet from Stardom                                   | Morgan Neville, Gil Friesen og Caitrin Rogers        |            |
| The Act of Killing                                     | Joshua Oppenheimer og Signe Byrge Sørensen           |            |
| Cutie and the Boxer                                    | Zachary Heinzerling og Lydia Dean Pilcher            |            |
| Dirty Wars                                             | Richard Rowley og Jeremy Scahill                     |            |
| The Square                                             | Jehane Noujaim og Karim Amer                         |            |
| 2014 (87.)                                             |                                                      |            |
| Citizenfour                                            | Laura Poitras, Mathilde Bonnefoy og Dirk Wilutzky    |            |
| Finding Vivian Maier                                   | John Maloof og Charlie Siskel                        |            |
| Last Days in Vietnam                                   | Rory Kennedy og Kevin McAlester                      |            |
| The Salt of the Earth                                  | Wim Wenders, Juliano Ribeiro Salgado og David Rosier |            |
| Virunga                                                | Orlando von Einsiedel og Joanna Natasegara           |            |
| 2015 (88.)                                             |                                                      |            |
| Amy                                                    | Asif Kapadia og James Gay-Rees                       |            |
| Cartel Land                                            | Matthew Heineman og Tom Yellin                       |            |
| The Look of Silence                                    | Joshua Oppenheimer og Signe Byrge Sørensen           |            |
| What Happened, Miss Simone?                            | Liz Garbus, Amy Hobby og Justin Wilkes               |            |
| Winter on Fire: Ukraine's Fight for Freedom            | Evgeny Afineevsky og Den Tolmor                      |            |
| 2016 (89.)                                             |                                                      |            |
| O.J.: Made in America                                  | Ezra Edelman og Caroline Waterlow                    |            |
| Fire at Sea                                            | Gianfranco Rosi og Donatella Palermo                 |            |
| I Am Not Your Negro                                    | Raoul Peck, Rémi Grellety og Hébert Peck             |            |
| Life, Animated                                         | Roger Ross Williams og Julie Goldman                 |            |
| 13th                                                   | Ava DuVernay, Spencer Averick og Howard Barish       |            |